# Tjeburasjka idjot v sjkolu
Tjeburasjka idjot v sjkolu (russisk: Чебурашка идёт в школу, da.: Tjeburasjka går i skole) er en sovjetisk animationsfilm fra 1983 af Roman Katjanov.
Filmen er baseret på  karaktererne i Eduard Uspenskijs børnebog "Krokodillen Gena og hans venner" fra 1960'erne og efterfulgte Krokodil Gena (1969), Tjeburasjka (1971) og Sjapokljak (1974). En russisk genindspilning fra 2013, Tjeburasjka opnåede stor succes og blev den mest indtjenende film i Rusland nogensinde. 

## Medvirkende
- Vasilij Livanov som Gena
- Klara Rumjanova som Tjeburasjka
- Jurij Andrejev som Sjapokljak
- Georgij Burkov